# 胡安·冈萨雷斯·德·门多萨
胡安·冈萨雷斯·德·门多萨（西班牙語：Juan González de Mendoza，1540年—1618年2月14日），奧斯定會西班牙传教士。

## 生平
他曾于1581年抵达菲律宾，但是未能抵达中国。1583年应召去罗马教廷，受教廷的旨意，收集有关中国资料，写成《大中华帝国史》一书；并于1586年出版西班牙文《大中华帝国史》。随后十年内《大中华帝国史》被翻译为意大利文、法文、英文与荷兰文，是十六世纪末欧洲一部重要的介绍中国政治、制度、工艺、文化、文字的著作。